# Équipe d'Allemagne de hockey sur glace
Cet article traite de l'équipe masculine. Pour l'équipe féminine, voir Équipe d'Allemagne féminine de hockey sur glace.
L'équipe d'Allemagne de hockey sur glace regroupe les meilleurs joueurs allemands de hockey sur glace sélectionnés lors des compétitions internationales. Elle est classée en 5e position du classement IIHF en 2021  et évolue sous la tutelle du Deutscher Eishockey Bund.

## Effectif
| No    | Nom                     | Position       | Club                  |
| ----- | ----------------------- | -------------- | --------------------- |
| +007, | Maximilian Kastner      | Attaquant      | EHC Munich            |
| +011, | Korbinian Geibel        | Défenseur      | Eisbären Berlin       |
| +012, | Eric Mik                | Attaquant      | Eisbären Berlin       |
| +018, | Tim Stütlze             | Attaquant      | Sénateurs d'Ottawa    |
| +019, | Wojciech Stachowiak - A | Attaquant      | ERC Ingolstadt        |
| +025, | Leon Huttl              | Défenseur      | ERC Ingolstadt        |
| +030, | Philipp Grubauer        | Gardien de but | Kraken de Seattle     |
| +031, | Arno Tiefensee          | Gardien de but | Adler Mannheim        |
| +035, | Mathias Niederberger    | Gardien de but | EHC Munich            |
| +038, | Fabio Wagner            | Attaquant      | ERC Ingolstadt        |
| +040, | Alexander Ehl           | Attaquant      | Adler Mannheim        |
| +041, | Jonas Müller - A        | Défenseur      | Eisbären Berlin       |
| +042, | Yasin Ehliz             | Attaquant      | EHC Munich            |
| +044, | Joshua Samanski         | Attaquant      | Straubing Tigers      |
| +049, | Lukas Kalble            | Défenseur      | Adler Mannheim        |
| +050, | Patrick Hager           | Attaquant      | EHC Munich            |
| +053, | Moritz Seider - C       | Défenseur      | Red Wings de Détroit  |
| +055, | Maksymilian Szuber      | Défenseur      | Coyotes de l'Arizona  |
| +056, | Manuel Wiederer         | Attaquant      | Eisbären Berlin       |
| +065, | Marc Michaelis          | Attaquant      | Adler Mannheim        |
| +072, | Dominik Kahun           | Attaquant      | Lausanne Hockey Club  |
| +073, | Lukas Reichel           | Attaquant      | Blackhawks de Chicago |
| +083, | Leonhard Pföderl        | Attaquant      | Eisbären Berlin       |
| +092, | Marcel Nöbels           | Attaquant      | Eisbären Berlin       |
| +095, | Frederik Tiffels        | Attaquant      | Eisbären Berlin       |

## Résultats

### Jeux olympiques
- 1920-1924 — Ne participe pas
- 1928 — 9e place
- 1932 —  Médaille de bronze
- 1936 — 5e place
- 1948 — 6e place
- 1952 — 8e place
- 1956 — 6e place
- 1960 — 6e place
- 1964 — 7e place
- 1968 — 7e place
- 1972 — 7e place
- 1976 —  Médaille de bronze
- 1980 — 10e place
- 1984 — 5e place
- 1988 — 5e place
- 1992 — 6e place
- 1994 — 7e place
- 1998 — 9e place
- 2002 — 8e place
- 2006 — 10e place
- 2010 — 11e place
- 2014 — Non qualifiée
- 2018 —  Médaille d'argent
- 2022 — 10e place

### Championnats du monde
Les Jeux olympiques d'hiver tenus entre 1920 et 1968 comptent également comme les championnats du monde . Durant les Jeux Olympiques de 1980, 1984 et 1988 il n'y a pas eu de compétition du tout. Jusqu'en 1989, l'Allemagne est représentée par deux équipes : Allemagne de l'Est et l'Allemagne fédérale (plus tard, Allemagne de l'Ouest). C'est cette dernière qui est prise en compte dans le classement ci-dessous.
- 1920-1924 —  Ne participe pas
- 1928 — 10e place
- 1930 —  Médaille d'argent
- 1931 —  Ne participe pas
- 1932 —  Médaille de bronze
- 1933 — 5e place
- 1934 —  Médaille de bronze
- 1935 — 9e place
- 1936 — 5e place
- 1937 — 4e place
- 1938 — 4e place
- 1939 — 5e place
- 1947-1951 —  Ne participe pas
- 1952 — 5e place
- 1953 —  Médaille d'argent
- 1954 — 5e place
- 1955 — 6e place
- 1956 — 5e place
- 1957-1958 — Ne participe pas
- 1959 — 7e place
- 1960 — 5e place
- 1961 — 8e place
- 1962 — 6e place
- 1963 — 7e place
- 1964 — 5e place
- 1965 — 11e place (3e du Groupe B)
- 1966 — 9e place (1er du Groupe B)
- 1967 — 8e place
- 1968 — 5e place
- 1969 — 10e place (4e du Groupe B)
- 1970 — 8e place (2e du Groupe B)
- 1971 — 5e place
- 1972 — 5e place
- 1973 — Sixième
- 1974 — 9e place (3e du Groupe B)
- 1975 — 8e place (2e du Groupe B)
- 1976 — 6e place
- 1977 — 7e place
- 1978 — 5e place
- 1979 — 6e place
- 1981 — 7e place
- 1982 — 6e place
- 1983 — 5e place
- 1985 — 7e place
- 1986 — 7e place
- 1987 — 6e place
- 1989 — 7e place
- 1990 — 7e place
- 1991 — 8e place
- 1992 — 6e place
- 1993 — 5e place
- 1994 — 9e place
- 1995 — 9e place
- 1996 — 8e place
- 1997 — 11e place
- 1998 — 11e place
- 1999 — 20e place (4e du Groupe B)
- 2000 — 17e place (1er du Groupe B)
- 2001 — 8e place
- 2002 — 8e place
- 2003 — 6e place
- 2004 — 9e place
- 2005 — 15e place
- 2006 — 17e place (1er la Division I, Groupe A)
- 2007 — 9e place
- 2008 — 10e place
- 2009 — 15e place
- 2010 — 4e place
- 2011 — 7e place
- 2012 — 6e place
- 2013 — 9e place
- 2014 — 14e place
- 2015 — 10e place
- 2016 — 7e place
- 2017 — 8e place
- 2018 — 11e place
- 2019 — 6e place
- 2020 — Annulé en raison du coronavirus
- 2021 — 4e place
- 2022 — 7e place
- 2023 —  Médaille d'argent
- 2024 — 6e place
- 2025 — 9e place

Note :  Promue ;  Reléguée

### Championnat d'Europe
- 1910 —  Médaille d'argent
- 1911 —  Médaille d'argent
- 1912 — Tournoi annulé ( Médaille d'argent)
- 1913 —  Médaille de bronze
- 1914 —  Médaille d'argent
- 1921-1926 — Ne participe pas
- 1927 —  Médaille de bronze
- 1928 — 9e place
- 1929 — 8e place
- 1930 —  Médaille d'or
- 1931 — Ne participe pas
- 1932 — 4e place
- 1933 —  Médaille de bronze
- 1934 —  Médaille d'or
- 1935 — 8e place
- 1936 —  Médaille de bronze
- 1937 —  Médaille de bronze
- 1938 —  Médaille de bronze
- 1939 —  Médaille de bronze
- 1947-1951 — Ne participe pas
- 1952 — 6e place
- 1953 —  Médaille d'argent
- 1954 — 4e place
- 1955 — 4e place
- 1956 — 4e place
- 1957-1958 — Ne participe pas
- 1959 — 5e place
- 1960 — 4e place
- 1961 — 6e place
- 1962 — 4e place
- 1963 — 6e place
- 1964 — 5e place
- 1965-1966 — Ne participe pas
- 1967 — 6e place
- 1968 — 5e place
- 1969-1970 — Ne participe pas
- 1971 — 5e place
- 1972 — 5e place
- 1973 — 6e place
- 1974-1975 — Ne participe pas
- 1976 — 5e place
- 1977 — 5e place
- 1978 — 4e place
- 1979 — 5e place
- 1981 — 5e place
- 1982 — 5e place
- 1983 — 4e place
- 1985 — 5e place
- 1986 — 4e place
- 1987 — 5e place
- 1989 — 6e place
- 1990 — 6e place
- 1991 — 6e place

### Coupe Canada
- 1976-1981 — Ne participe pas
- 1984 — 6e place
- 1987-1991 — Ne participe pas

### Coupe du monde
La Coupe du monde remplace la Coupe Canada à partir de 1996.
- 1996 — Quarts-de-finaliste
- 2004 — Quarts-de-finaliste
- 2016 — Ne participe pas

### Coupe des nations
- 1987 —  Médaille d'argent
- 1988 —  Médaille d'argent
- 1989 —  Annulée
- 1990 — 4e place
- 1991 —  Médaille de bronze
- 1992 —  Médaille d'argent
- 1993 — 4e place
- 1994 — 4e place
- 1995 —  Médaille d'or
- 1996 —  Médaille d'or
- 1997 — 4e place
- 1998 —  Annulée
- 1999 —  Annulée
- 2000 — 4e place
- 2001 —  Médaille de bronze
- 2002 —  Médaille de bronze
- 2003 —  Médaille d'argent
- 2004 — 4e place
- 2005 — 4e place
- 2006 — 4e place
- 2007 —  Médaille de bronze
- 2008 —  Médaille de bronze
- 2009 —  Médaille d'or
- 2010 —  Médaille d'or
- 2011 —  Médaille d'argent
- 2012 —  Médaille d'or
- 2013 —  Médaille de bronze
- 2014 —  Médaille d'or
- 2015 —  Médaille d'or
- 2016 —  Médaille de bronze
- 2017 —  Médaille de bronze

## Classement mondial
| Année     | Rang | Points | Progression |
| --------- | ---- | ------ | ----------- |
| 2003      | 8    | 3 240  |             |
| 2004      | 8    | 2 990  | ±0          |
| 2005      | 10   | 2 580  | -2          |
| Fév. 2006 | 10   | 3 270  | ±0          |
| Mai 2006  | 12   | 3 110  | -2          |
| 2007      | 11   | 2 925  | +1          |
| 2008      | 10   | 2 740  | +1          |
| 2009      | 12   | 2 460  | -2          |
| Fév. 2010 | 12   | 3 145  | ±0          |
| Mai 2010  | 9    | 3 360  | +3          |
| 2011      | 8    | 3 190  | +1          |
| 2012      | 10   | 2 885  | -2          |

| Année     | Rang | Points | Progression |
| --------- | ---- | ------ | ----------- |
| 2013      | 10   | 2 650  | ±0          |
| Fév. 2014 | 11   | 3 260  | -1          |
| Mai 2014  | 13   | 3 125  | -2          |
| 2015      | 13   | 2 920  | ±0          |
| 2016      | 10   | 2 815  | +3          |
| 2017      | 8    | 2 667  | +2          |
| Fev. 2018 | 7    | 3 610  | +1          |
| Mai 2018  | 8    | 3 575  | -1          |
| 2019      | 7    | 3 355  | +1          |
| 2020      | 7    | 3090   | ±0          |
| 2021      | 5    | 2 905  | +2          |

## Entraîneurs
| Période     | Nom des entraîneurs | Nationalité                   |
| ----------- | ------------------- | ----------------------------- |
| 1936-1940   | Robert Bell         | Canada                        |
| 1990-1994   | Luděk Bukač         | Tchécoslovaquie/ Rép. tchèque |
| 1994-1998   | George Kingston     | Canada                        |
| 1999-2004   | Hans Zach           | Allemagne                     |
| 2004-2005   | Greg Poss           | États-Unis                    |
| 2005-2011   | Uwe Krupp           | Allemagne                     |
| 2011-2012   | Jakob Kölliker      | Suisse                        |
| 2012-2015   | Pat Cortina         | Canada/ Italie                |
| 2015-2018   | Marco Sturm         | Allemagne                     |
| Depuis 2018 | Toni Söderholm      | Finlande                      |

## Équipe des moins de 20 ans

### Championnats d'Europe junior
- 1968 - Forfait
- 1969 - 5e place
- 1970 - 5e place
- 1971 - 5e place
- 1972 - 5e place
- 1973 - 6e place
- 1974 - 1er du Groupe B
- 1975 - 6e place
- 1976 - 5e place
- 1977 - 6e place
- 1978 - 7e place
- 1979 - 7e place
- 1980 - 5e place
- 1981 - 7e place
- 1982 - 6e place
- 1983 - 5e place
- 1984 - 5e place
- 1985 - 6e place
- 1986 - 5e place
- 1987 - 8e place
- 1988 - 1er du Groupe B
- 1989 - 5e place
- 1990 - 7e place
- 1991 - 5e place
- 1992 - 5e place
- 1993 - 6e place
- 1994 - 6e place
- 1995 -
- 1996 - 6e place
- 1997 - 8e place
- 1998 - 1er du Groupe B

### Championnats du monde junior
L'Allemagne participe au Championnat du monde junior depuis sa création officielle en 1977. 
- 1977 - 6e place
- 1978 - 7e place
- 1979 - 7e place
- 1980 - 6e place
- 1981 - 5e place
- 1982 - 7e place
- 1983 - 7e place
- 1984 - 7e place
- 1985 - 7e place
- 1986 - 8e place
- 1987 - 1er du Groupe B
- 1988 - 7e place
- 1989 - 8e place
- 1990 - 2e du Groupe B
- 1991 - 1er du Groupe B
- 1992 - 7e place
- 1993 - 7e place
- 1994 - 7e place
- 1995 - 7e place
- 1996 - 8e place
- 1997 - 9e place
- 1998 - 10e place
- 1999 - 4e du Groupe B
- 2000 - 2e du Groupe B
- 2001 - 2e de la Division I
- 2002 - 1er de la Division I
- 2003 - 9e place
- 2004 - 1er de la Division I, Groupe A
- 2005 - 9e place
- 2006 - 1er de la Division I, Groupe A
- 2007 - 10e place
- 2008 - 1er de la Division I, Groupe A
- 2009 - 9e place
- 2010 - 1er de la Division I, Groupe A
- 2011 - 10e place
- 2012 - 1er de la Division IA
- 2013 - 9e place
- 2014 - 9e place
- 2015 - 10e place
- 2016 - 5e de la Division IA
- 2017 - 2e de la Division IA
- 2018 - 3e de la Division IA
- 2019 - 1re de la Division IA
- 2020 - 9e place
- 2021 - 6e place
- 2022 - 6e place
- 2023 - 8e place
- 2024 - 9e place
- 2025 - 9e place

## Équipe des moins de 18 ans

### Championnats du monde moins de 18 ans
L'équipe des moins de 18 ans participe dès la première édition, en groupe élite.
- 1999 - 9e place
- 2000 - 7e place
- 2001 - 5e place
- 2002 - 10e place
- 2003 - 2e de la Division I, Groupe A
- 2004 - 1er de la Division I, Groupe B
- 2005 - 8e place
- 2006 - 8e place
- 2007 - 8e place
- 2008 - 5e place
- 2009 - 10e place
- 2010 - 1er de la Division I, Groupe B
- 2011 - 6e place
- 2012 - 6e place
- 2013 - 8e place
- 2014 - 9e place
- 2015 - 10e place
- 2016 - 2e de la Division IA
- 2017 - 5e de la Division IA
- 2018 - 2e de la Division IA
- 2019 - 1re de la Division IA
- 2020 - Annulé en raison du coronavirus
- 2021 - 10e place
- 2022 - 8e place
- 2023 - 10e place
- 2024 - 1er place de la Division IA
- 2025 - 6e place